# 하인리히 코르넬리우스 아그리파 폰 네테스하임

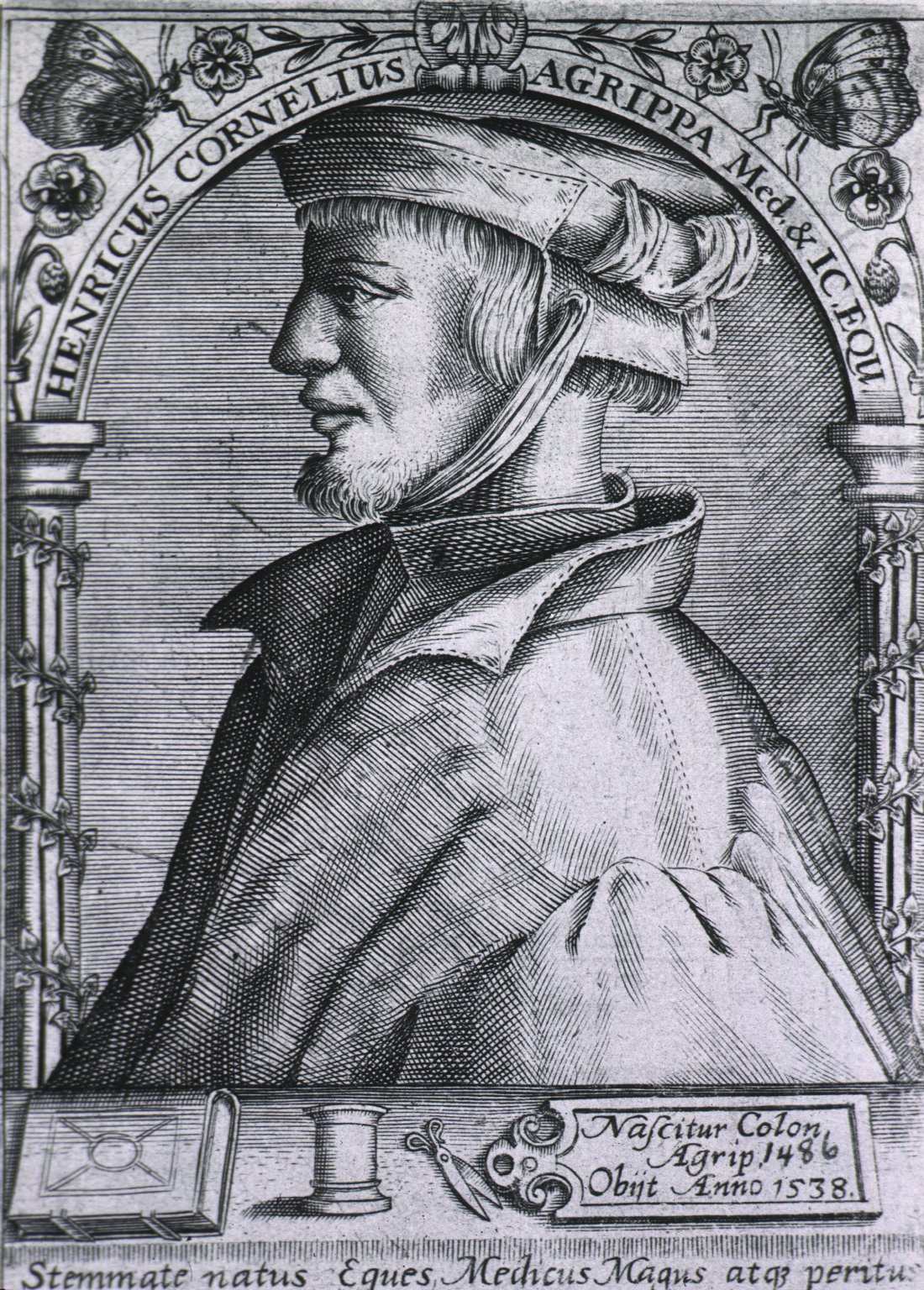

하인리히 코르넬리우스 "아그리파" 폰 네테스하임(독일어: Heinrich Cornelius, genannt Agrippa von Nettesheim, 라틴어: Henricus Cornelius Agrippa ab Nettesheim 헨리쿠스 코르넬리우스 아그리파 아브 네테스헤임[*]: 1486년 9월 14일-1535년 2월 18일)은 독일의 박식가, 의사, 법학자, 군인, 신학자, 은비학자다.